# Jakob Friedrich Wanner

Jakob Friedrich Wanner und seine Frau Catharina Kaufmann im Jahr 1896

Jakob Friedrich Wanner (* 28. April 1830 in Illingen (Württemberg); † 24. Januar 1903 in Zürich) war ein Schweizer Architekt deutscher Herkunft.

## Leben
Nach einer Ausbildung als Bauzeichner und Bauführer in Stuttgart war Friedrich Wanner von 1857 bis 1860 Architekt bei der Schweizerischen Nordostbahn (NOB), die unter Leitung des Eisenbahnpioniers Alfred Escher stand. Im Rahmen dieser Tätigkeit entstanden verschiedene Bahnhofsbauten (u. a. Frauenfeld, Winterthur).
Nach einer kurzen Zeit als Stadtbaumeister von Zürich kehrte er 1861 als Chefarchitekt zur Nordostbahn zurück. Bis 1871 entstanden unter seiner Leitung u. a. die Bahnhöfe von Zug (1897 nach Zürich-Wollishofen verlegt), Schaffhausen (zusammen mit den Grossherzoglich Badischen Staatseisenbahnen) und  der Hauptbahnhof Zürich (unter Verwendung eines Projektes von Gottfried Semper).
Die Tätigkeit als Architekt bei der NOB konfrontierte ihn einerseits mit den Standardtypen und deren Variationen, die beim Bau kleinerer Bahnhöfe verwendet wurden, wie auch mit den aufwendigen Bahnhöfen in den bedeutenderen Orten, insbesondere mit dem «Flaggschiff» der NOB, dem Hauptbahnhof Zürich, der gleichzeitig Bahnhof und Verwaltungsgebäude war.
1867 wurde er Bürger von Zürich. 1872 bis 1877 erbaute er den Hauptsitz der Schweizerischen Kreditanstalt (der heutigen Credit Suisse), die ebenfalls unter Leitung Alfred Eschers stand. Ab 1878 arbeitete Wanner als selbständiger Architekt.

## Werke
- 1857–1859 Bahnhof Aarau
- 1857–1859 Bahnhof Frauenfeld
- 1858–1859 Bahnhof Turgi
- 1859–1861 Bahnhof Winterthur
- 1863–1864 Bahnhof Weinfelden

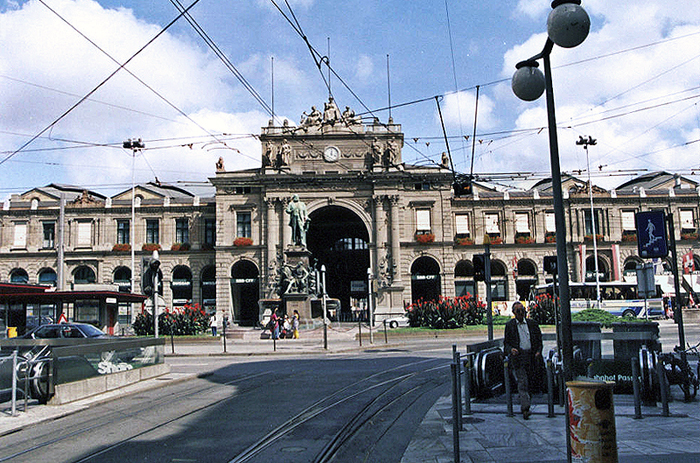
Hauptbahnhof Zürich: ehemaliges Verwaltungsgebäude der NOB

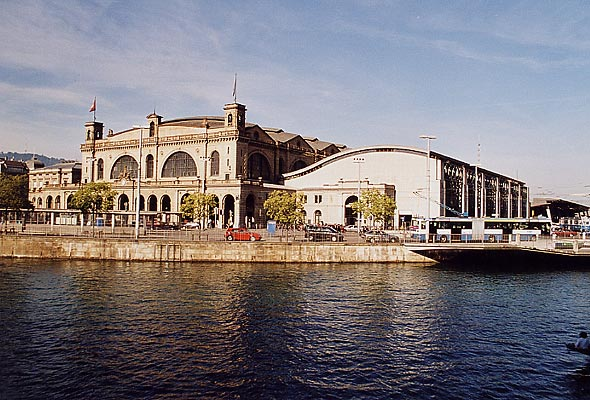
Hauptbahnhof Zürich: alte Bahnhofshalle flankiert von modernen Erweiterungsbauten

- 1863–1864 Bahnhof Zug, 1897 nach Zürich Wollishofen versetzt
- 1864 ehemaliger Bahnhof Zürich Altstetten (Abzweigung der neuen Linie nach Zug von der Linie nach Baden)
- 1864 Bahnhöfe von Affoltern am Albis, Urdorf, Birmensdorf ZH, Bonstetten, Hedingen, Mettmenstetten, Knonau als Standardtypen an der neuen Strecke der NOB nach Zug
- Bahnhöfe von Ebikon, Gisikon, Rotkreuz, Cham als Standardtypen an der neuen Strecke der NOB nach Luzern
- 1866–1867 Bahnhof Amriswil
- 1866–1867 Bahnhöfe Wallisellen und Dietikon als vereinfachte Varianten des Bahnhofs von Amriswil
- 1866–1867 Bahnhöfe von Sulgen TG und Märstetten
- 1867–1868 Bahnhof Brugg
- 1865 ehemaliger Bahnhof in Oerlikon
- 1867–1869 Bahnhof Schaffhausen, gemeinsamer Bau NOB und Grossherzoglich Badische Staatseisenbahnen
- 1865–1871 Bahnhof Zürich (heute Hauptbahnhof)
- 1872–1877 Hauptsitz Schweizerische Kreditanstalt (heute Credit Suisse), Zürich, Paradeplatz Zürich
- 1878–1891 Wannerhäuser, Zürich, Löwenplatz